# Liste der Monuments historiques in Gex
Die Liste der Monuments historiques in Gex führt die Monuments historiques in der französischen Stadt Gex auf.

## Liste der Bauwerke
| Bezeichnung | Beschreibung | Standort                         | Kennzeichnung | Schutzstatus | Datum | Bild           |
| ----------- | ------------ | -------------------------------- | ------------- | ------------ | ----- | -------------- |
| Brunnen     | Erbaut 1743  | Grande-Rue (Lage)                | PA00116406    | Inscrit      | 1929  | weitere Bilder |
| Waschhaus   | Erbaut 1675  | Place de l’Hôtel-de-Ville (Lage) | PA00116407    | Inscrit      | 1929  | weitere Bilder |

## Liste der Objekte
- Monuments historiques (Objekte) in Gex (Ain) in der Base Palissy des französischen Kultusministeriums